# Gareth Marks
Gareth Marks (* 1960 in London) ist ein britischer Schauspieler.

## Leben
Gareth Marks wuchs als Sohn des Schauspieler-Ehepaares Alfred Marks (1921–1996) und Paddie O’Neil (1926–2010) gemeinsam mit einer Schwester in London auf.
Nach seinem Schulabschluss absolvierte er eine professionelle Schauspielausbildung an der Royal Academy of Dramatic Art. Er trat in zahlreichen Theaterstücken auf, darunter auch in vielen Stücken von William Shakespeare. Seit 1970 hat er als Schauspieler vor der Kamera in mehr als 30 Film-und-Fernsehproduktionen mitgewirkt, darunter auch in Fernsehserien wie beispielsweise Doctor Who oder The Crown.

## Filmografie (Auswahl)
- 1990: Heil Honey I’m Home! (Sitcom, 1 Folge)
- 2001: Bridget Jones – Schokolade zum Frühstück
- 2017: The Crown (Fernsehserie, 1 Folge)
- 2018: Doctor Who (Fernsehserie, 1 Folge)